# 1967年のJSL
1967年のJSL（第3回日本サッカーリーグ）は1967年4月9日から11月26日まで行われた。優勝は東洋工業蹴球部であった。
東洋工業にとっては1965年、1966年に続いての優勝であり、次の1968年にも優勝して4連覇を達成することになる。前期を1位で折り返した東洋は、後期の一時期三菱重工にその座を明け渡したが、第12節、11月12日に東京・国立競技場で行われた直接対決を3-1で制して首位に返り咲き、そのまま譲らなかった。
既に日本代表のエースとして活躍していた釜本邦茂がこの年からヤンマーでプレーするようになった。前年最下位（8位）に終わったヤンマーは、釜本も含めて11人もの新人選手を加え、後期開幕前にはJSL初の外国人選手となる日系ブラジル人のネルソン吉村も補強し、順位を5位に上げた。釜本は1年目から得点ランキング2位となる14ゴールを挙げたが、得点王に輝いたのは15ゴールを挙げた古河電工の木村武夫だった。木村は当時20歳で、これはJSLの最年少得点王記録として最後まで破られなかった。
この年は観客数も大幅に伸び、総観客動員数は33万9850人（前年は20万1700人）、1試合平均は5.759人（前年は3.601人）だった。ヤンマー絡みの試合に釜本目当ての観客が多く集まったことが最大の要因とされる。

## 大会概要
- 開催期間：前期1967年4月9日-6月11日、後期 10月15日-11月26日。
- 選手交替枠の承認。
  - 前期は選手交替枠1名（試合中随時）とゴールキーパー1名、後期は選手交替枠2名（ゴールキーパーに限らず）。
- 外国籍選手採用
  - 外国籍選手登録・1試合出場枠3名

## 参加クラブ
| チーム名                     | 所在 都道府県 | 前年成績  |
| ---------------------------- | ------------- | --------- |
| 東洋工業蹴球部               | 広島県        | JSL 優勝  |
| 八幡製鉄サッカー部           | 福岡県        | JSL02位   |
| 古河電気工業サッカー部       | 神奈川県      | JSL03位   |
| 三菱重工業サッカー部         | 東京都        | JSL04位   |
| 日立製作所本社サッカー部     | 東京都        | JSL05位   |
| 豊田自動織機製作所サッカー部 | 愛知県        | JSL06位   |
| ヤンマーディーゼルサッカー部 | 大阪府        | JSL08位   |
| 日本鋼管サッカー部           | 神奈川県      | 関東 優勝 |

## 成績

### 年間順位
| 順位 | クラブ   | 勝点 | 試合 | 勝利 | 引分 | 敗戦 | 得点 | 失点 | 得失差 |
| ---- | -------- | ---- | ---- | ---- | ---- | ---- | ---- | ---- | ------ |
| 1位  | 東洋工業 | 22   | 14   | 10   | 2    | 2    | 37   | 16   | +21    |
| 2位  | 古河電工 | 20   | 14   | 8    | 4    | 2    | 39   | 22   | +17    |
| 3位  | 三菱重工 | 19   | 14   | 9    | 1    | 4    | 38   | 19   | +19    |
| 4位  | 八幡製鉄 | 18   | 14   | 8    | 2    | 4    | 29   | 22   | +7     |
| 5位  | ヤンマー | 14   | 14   | 6    | 2    | 6    | 28   | 27   | +1     |
| 6位  | 日立本社 | 12   | 14   | 5    | 2    | 7    | 26   | 27   | -1     |
| 7位  | 日本鋼管 | 5    | 14   | 2    | 1    | 11   | 16   | 40   | -24    |
| 8位  | 豊田織機 | 2    | 14   | 0    | 2    | 12   | 12   | 52   | -40    |

| 優勝             |
| 社会人との入替戦 |

### 得点ランキング
| 順位 | 選手名   | 所属クラブ | 得点数 |
| ---- | -------- | ---------- | ------ |
| 1    | 木村武夫 | 古河電工   | 15     |
| 2    | 釜本邦茂 | ヤンマー   | 14     |
| 3    | 山田弘   | 三菱重工   | 13     |
| 4    | 桑原楽之 | 東洋工業   | 11     |
| 5    | 宮本輝紀 | 八幡製鉄   | 10     |
| 6    | 宮本征勝 | 古河電工   | 9      |
| 6    | 桑田隆幸 | 東洋工業   | 9      |
| 8    | 内野正雄 | 古河電工   | 8      |
| 8    | 継谷昌三 | 三菱重工   | 8      |
| 10   | 杉山隆一 | 三菱重工   | 7      |

### アシストランキング
| 順位 | 選手名       | 所属クラブ | アシスト数 |
| ---- | ------------ | ---------- | ---------- |
| 1    | 川淵三郎     | 古河電工   | 9          |
| 2    | 清水泰男     | 三菱重工   | 8          |
| 3    | 松本育夫     | 東洋工業   | 7          |
| 3    | 岡光竜三     | 東洋工業   | 7          |
| 3    | 杉山隆一     | 三菱重工   | 7          |
| 6    | 二宮寛       | 三菱重工   | 5          |
| 6    | 桑原楽之     | 東洋工業   | 5          |
| 6    | 木村武夫     | 古河電工   | 5          |
| 6    | ネルソン吉村 | ヤンマー   | 5          |
| 6    | 野村六彦     | 日立本社   | 5          |
| 6    | 田中孝       | 日本鋼管   | 5          |

## 表彰
| 賞                            | 選手名     | 所属クラブ | 受賞回数 |
| ----------------------------- | ---------- | ---------- | -------- |
| 得点王 / ゴールデンボール賞   | 木村武夫   | 古河電工   | 初       |
| アシスト王 / シルバーボール賞 | 川淵三郎   | 古河電工   | 初       |
| スターボール賞                | 釜本邦茂   | ヤンマー   | 初       |
| 敢闘賞                        | 木村武夫   | 古河電工   | 初       |
| 年間優秀11人賞                | 横山謙三   | 三菱重工   | 2        |
| 年間優秀11人賞                | 片山洋     | 三菱重工   | 2        |
| 年間優秀11人賞                | 宮本征勝   | 古河電工   | 2        |
| 年間優秀11人賞                | 鎌田光夫   | 古河電工   | 初       |
| 年間優秀11人賞                | 小城得達   | 東洋工業   | 2        |
| 年間優秀11人賞                | 上久雄     | 八幡製鉄   | 2        |
| 年間優秀11人賞                | 杉山隆一   | 三菱重工   | 2        |
| 年間優秀11人賞                | 宮本輝紀   | 八幡製鉄   | 2        |
| 年間優秀11人賞                | 八重樫茂生 | 古河電工   | 2        |
| 年間優秀11人賞                | 釜本邦茂   | ヤンマー   | 初       |
| 年間優秀11人賞                | 木村武夫   | 古河電工   | 初       |

## 入替戦

### 参加クラブ
- 日本鋼管（JSL7位）
- 豊田自動織機（JSL8位）
- 名古屋相互銀行サッカー部（全国社会人サッカー選手権大会優勝）
- トヨタ自動車工業サッカー部（全国社会人サッカー選手権大会準優勝）

### 成績
| JSL      | 第1戦 | 第2戦 | 社会人         |
| -------- | ----- | ----- | -------------- |
| 日本鋼管 | 2-3   | 3-2   | トヨタ自工     |
| 豊田織機 | 0-3   | 0-3   | 名古屋相互銀行 |

| 昇格 |
| 降格 |

- 日本鋼管はJSL残留。
- 豊田自動織機は地域リーグ降格。名古屋相互銀行はJSL昇格